# Bệnh đầu đen

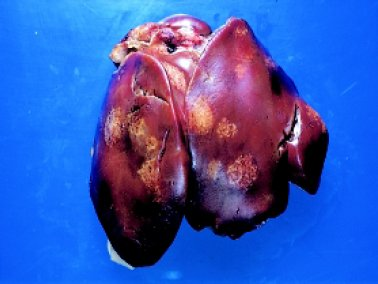
Tổn thương ở gan của một con chim bị nhiễm Histomonas meleagridis

Bệnh đầu đen (Histomoniasis) là bệnh ký sinh trùng do đơn bào Histomonas Meleagridis gây ra trên gà, phổ biến hơn là gà tây, còn gọi là bệnh viêm gan ruột truyền nhiễm, bệnh kén ruột thừa xảy ra. Gà mắc bệnh khi ăn phải trứng giun kim có chứa Histomonas. Đây là bệnh lây lan nhanh, gây thiệt hại lớn trong sản xuất chăn nuôi gia cầm. Ở Việt Nam, bệnh được phát hiện năm 2010 và hiện nhiều trong những năm gần đây, đặc biệt là ở gà nuôi theo phương thức chăn thả (thả vườn, thả đồi).

## Lịch sử bệnh
Bệnh được phát hiện đầu tiên ở Rhode Island (Mỹ) vào năm 1893. Năm 1920, bệnh được các nhà chuyên môn phát hiện thấy ở Bắc Mỹ, Tây Âu và hàng loạt nước khác ở Nam Mỹ, Nhật Bản.... Ở Đông Âu, Mincheva phát hiện bệnh ở Bungari vào năm 1950. Ở Đức, bệnh xuất hiện đầu tiên xảy ở gà nội vào năm 2005, lần thứ hai là năm 2009. Ở Việt Nam, bệnh được Lê Văn Năm phát hiện vào tháng 3/2010. Cho đến nay, bệnh có mặt trên toàn thế giới, nhất là các nước có ngành chăn nuôi gà tây, gà nội (gà bản địa) theo phương thức chăn thả. 

## Tên gọi
Có nhiều cách gọi tên bệnh:
- Tên gọi Bệnh đầu đen là do khi gà mắc bệnh xuất hiện những biểu hiện ở mào và da mép, da vùng đầu có màu xanh tím và nhanh chóng trở nên thâm đen.
- Bệnh do Histomonas meleagridis gây ra nên có tên khoa học là Histomonosis và còn được gọi là bệnh Histomonas meleagridis.
- Do đặc điểm của bệnh là có những biến đổi đặc trưng tập trung song hành ở gan và ruột, lại có tính lây lan nhanh, nên bệnh còn được gọi là bệnh viêm hoại tử ruột gan (Infectious Enterohepatitis).
- Bệnh có các biến đổi đặc trưng tạo kén ở ruột thừa nên người chăn nuôi thường gọi là bệnh kén ruột, hay bệnh kén ruột thừa...

Ngoài ra, bệnh còn có tên gọi khác như: viêm gan xuất huyết manh tràng, viêm gan ruột truyền nhiễm...

## Nguyên nhân
Bệnh do một loại đơn bào có tên khoa học là Histomonas Meleagridis thuộc ngành Protozoa, họ Tripanosomatidae, giống Histomonas, loài Histomonas Meleagridis và H. Wenrichi ký sinh ở gan, dạ dày và ruột thừa gây ra.
Đơn bào Histomonas Meleagridis có bốn dạng tồn tại: dạng amip ở manh tràng (ruột thừa) có thể phân lập; dạng sinh dưỡng ở các tổn thương ruột, gan (có thể phân lập và giao tử), dạng roi trùng thường dính với nhau tạo ra các thể lưới và hợp bào ở gan và dạng hình thoi trong lòng ruột thừa và nga ba hồi manh tràng.

## Một số đặc điểm
Bệnh lây lan chủ yếu qua đường miệng, gà ăn uống phải trứng giun kim (Heterakis Gallinae) có chứa Histomonas, Histomonas sẽ ký sinh tại gan và manh tràng rồi gây bệnh. Sau khi gà bị nhiễm, trong quá trình phát triển lại thải mầm bệnh qua phân hoặc qua trứng giun kim ra ngoài môi trường tạo thành vòng lây nhiễm.
Ở ngoài môi trường, trứng giun kim được giun đất ăn và được bảo tồn rất lâu trong giun đất. Khi gà ăn giun đất lại bị tái nhiễm. Đây là nguyên do mà bệnh lưu cữu trong thời gian rất dài tại cơ sở chăn nuôi, đồng thời cũng lý giải tại sao bệnh hay sảy ra đối với gà chăn thả.
Tất cả các giống gà đều có thể mắc bệnh, trong đó gà tây mẫn cảm nhất với tỷ lệ chết có thể lên đến 100% khi mắc bệnh. Gà từ dưới 5 tháng tuổi dễ mắc bệnh nhất, nhưng gà lớn hơn vẫn có thể bị bệnh.
Khi mắc bệnh, gà sốt rất cao 43 - 44 độ C, nhưng cảm giác rét nên đứng im, rụt cổ, mắt nhắm nghiền, xù lông và run rẩy, giấu đầu vào nách cánh, tìm chỗ ấm để sưởi. Bên cạnh đó, gà uống nhiều nước, tiêu chảy phân loãng vàng trắng hoặc vàng xanh. Khi sắp chết thì bỏ ăn, mào thâm tím, da mép và da vùng đầu xanh xám thậm chí xanh đen. Bệnh kéo dài 10 - 20 ngày nên gà rất gầy. Gà bệnh thường chết rải rác, chết về ban đêm. Tỷ lệ chết 85 - 95%.
Gan sưng to gấp 2 - 3 lần, bị viêm xuất huyết hoại tử, lúc đầu trên bề mặt gan có các đốm đỏ thẫm làm cho gan lổ đổ như đá hoa cương, sau đó biến thành ổ hoại tử màu trắng hình hoa cúc như ổ lao hoặc như khối u của bệnh Marek.
Ruột thừa (còn gọi manh tràng) bị viêm sưng, thành ruột dày lên gấp nhiều lần, bên trong chất chứa có lẫn máu nhớt hoặc tạo thành kén rắn chắc màu trắng. Nhiều trường hợp thấy ruột thừa phình rất to dính chặt vào cơ quan nội tạng khác, đôi khi bị viêm loét thủng rò rỉ chất chứa gây nên viêm phúc mạc nặng khiến gà chết nhanh. 

## Điều trị
Dimetridazole là một loại thuốc chống lại các bệnh nhiễm trùng đơn bào. Nó là một loại thuốc thuộc nhóm nitroimidazole. [1] Nó đã bị cấm bởi chính phủ Canada như một phụ gia thức ăn chăn nuôi.
Nó được nghi ngờ là chất gây ung thư khi tồn dư trong trứng. Tuy nhiên hiện nay nó vẫn được tìm thấy trong trứng.